# Legio XXX Ulpia Victrix

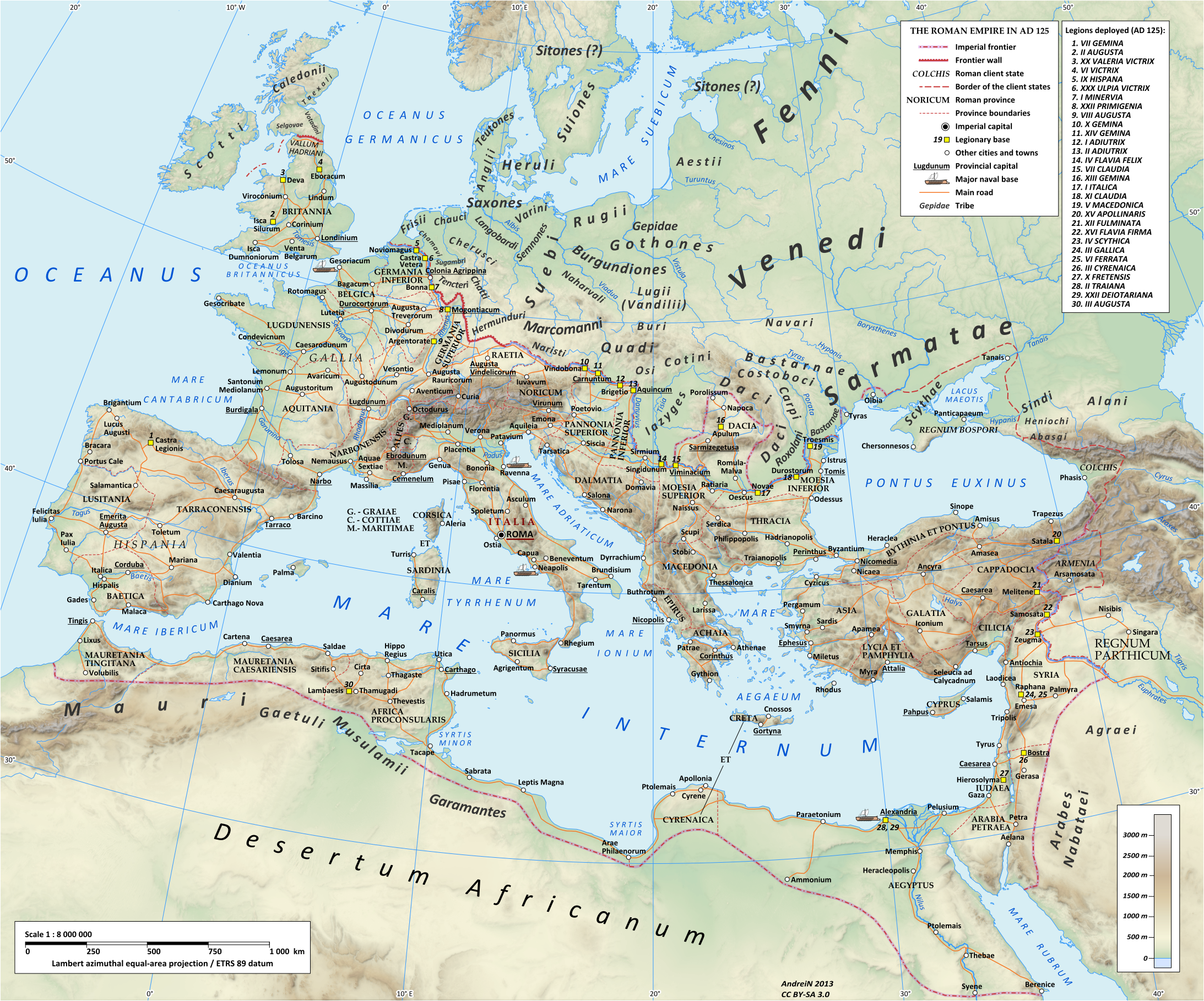
Carte de l'Empire romain en 125 sous l’empereur Hadrien, montrant la legio XXX Ulpia Victrix, stationnée sur le Rhin à Castra Vetera (Xanten), en Germanie inférieure, de 122 jusqu'au Ve siècle.

La Legio XXX Ulpia Victrix (littéralement: la légion XXX victorieuse de Ulpius) est une légion romaine levée par l'empereur Trajan en l'an 105 en vue de la conquête de la Dacie (105-106) à l'instar de la Legio II Traiana Fortis, puis utilisée contre les Parthes de 114 à 116.
Vers 120, elle fut transférée au campement de Castra Vetera (Xanten) qui devait devenir son quartier général pour les siècles suivants. La situation s’étant stabilisée sur le limes rhénan, des détachements furent stationnés ou combattirent en plusieurs endroits de l’empire : Lugdunum, Colonia Claudia Ara Agrippiniensium, Pannonie… Toutefois, vers 240, les Alamans réussirent à franchir le limes et à défaire la légion qui devait se racheter une décennie plus tard et s’illustrer sous Gallien. Lorsque Postumus, général romain d’origine gauloise, créa l’ « Empire des Gaules », la XXX Ulpia se rangea à ses côtés et y demeura jusqu’au rattachement de l’éphémère empire dans l’Empire romain. Elle demeura toutefois au camp de Xanten qui fut détruit lors de la reprise des invasions germaniques à partir de 352. On l’y retrouve sur le même territoire un demi-siècle plus tard, sous le nom cette fois de Tricensimae (nom d’une bourgade établie à proximité du campement militaire de Xanten). Elle disparait des sources lorsque la frontière du Rhin s’effondre en 407.
Ses emblèmes furent tour à tour les dieux Neptune et Jupiter ainsi que le Capricorne. « Ulpia » correspond au nom de famille de Trajan (Marcus Ulpius Traianus) tandis que le surnom « Victrix » (« victorieuse ») fut attribué à la légion pour son comportement lors de la deuxième guerre dacique.

## Appellations diverses et emblèmes
Levée entre 101 et 105 par l’empereur Trajan, la légion reçue le nom de Legio XXX Ulpia Germanica et était composée de légionnaires recrutés en Italie. Son numéro d’ordre XXX (30) correspondait au nombre de légions existant déjà à ce moment. Le surnom de « Ulpia » faisait référence à la gens de l’empereur Trajan (Marcus Ulpius Traianus). Après ses premières victoires lors de la deuxième guerre dacique (106/107), elle reçut son deuxième surnom de Victrix (la Victorieuse).
On retrouve généralement sur les inscriptions son nom complet de Legio XXX Ulpia Victrix, moins fréquemment celui de Legio XXX Ulpia. Elle est rarement désignée par son seul numéro d’ordre, Legio XXX ou L(egio) TR(icensima). Dans quelques cas, on trouve à la fois la mention Legio Ulpia et XXX Victrix. Le surnom d’honneur Pia Fidelis (Fidèle et Loyale) lui fut octroyé pour la première fois en l’an 211 par Septime Sévère. L’empereur Gallien (253-268) le lui conféra pour la septième fois : VII Pia VII Fidelis. Sous l’empereur Sévère Alexandre (222-235), la légion fut aussi connue sous le nom de XXX U.V. Alexandriana, XXX U.V. Serveriana Alexandriana Pia Fidelis ou encore XXX U.V. Pia Fidelis Severiana Alexandriana.
Ses emblèmes furent aux Ier siècle et IIe siècle les dieux Neptune et Jupiter, de même que le Capricorne. On ignore cependant pourquoi, vers le milieu du IIIe siècle, sous Gallien, ils se réduisirent à Neptune, puis sous Victorin (usurpateur 260-274) au Capricorne, pour revenir vers 290 sous Carausius (usurpateur, 286-293) au dieu Neptune.

## Sous les Antonins

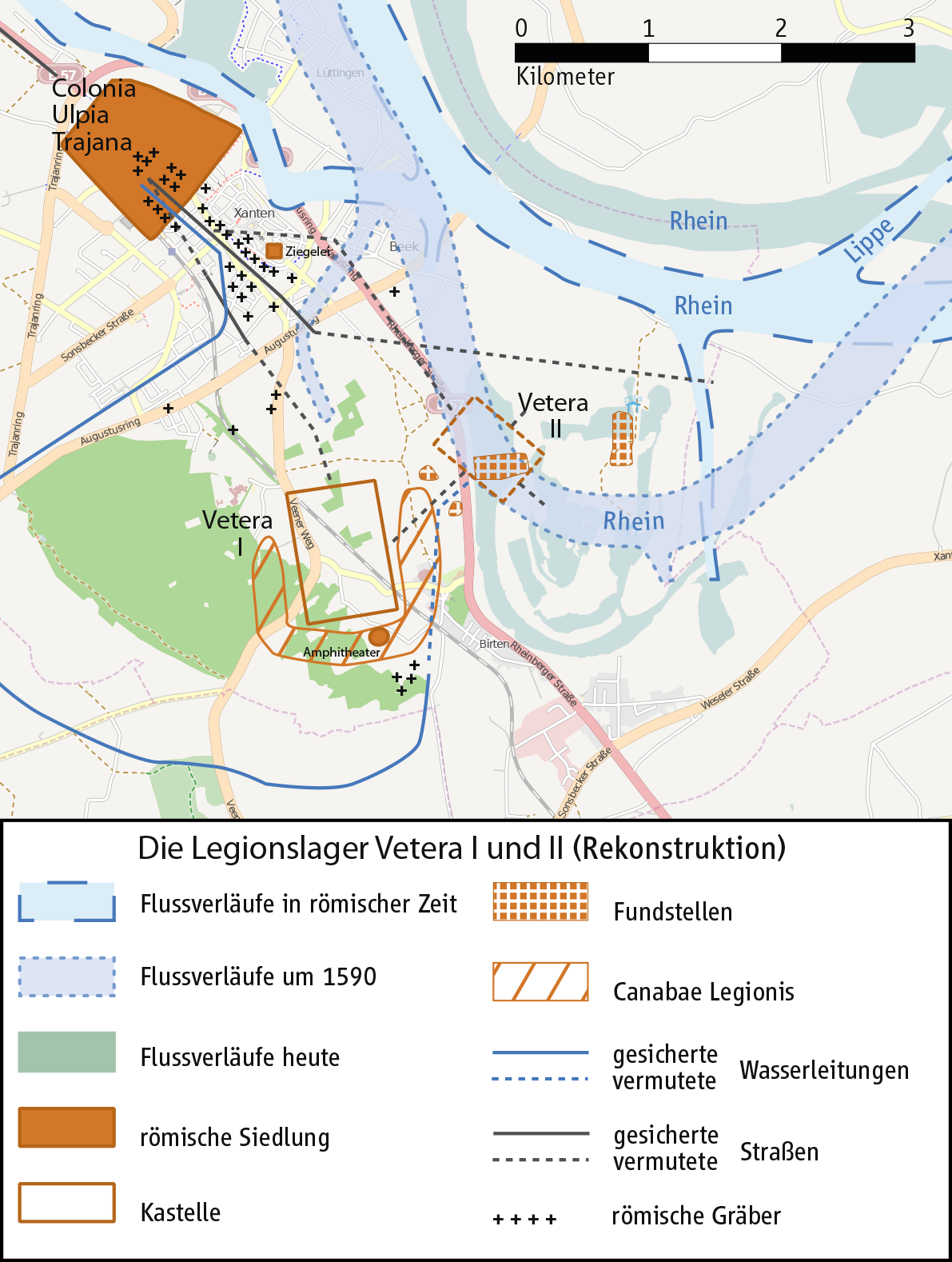
Reconstitution des camps militaires Vetera I et II.

Levée par Trajan en vue de la guerre en Dacie, les mouvements de la légion pendant cette guerre ne nous sont pas connus. Il est vraisemblable que la légion faisait partie de l’armée qui opérait dans la province romaine de Moesia superior (Mésie supérieure). Après la fin de la deuxième guerre dacique, soit en 106, des détachements de la légion furent stationnés dans la province de Pannonie supérieure à Brigetio (Szöny, en Hongrie) afin d’y terminer, avec des unités de la Legio XIV Gemina, le campement militaire de l’endroit. Des briques portant le nom de la légion portent également témoignage d’activités de construction à Carnuntum et Vindobona (Vienne). Il est probable qu’une unité de la légion prit part à la campagne de Trajan de 114 à 116 contre les Parthes, après quoi elle revint à son quartier général. Lorsque la légion I Adiutrix revint à son campement de Brigitio, maintenant terminé, les unités de la Legio XXX Ulpia Victrix ayant participé à la construction furent retirées,.
Il est probable que la Legio XXX faisait partie des détachements qui, en 118, sous le commandement de Quintus Marcius Turbo Fronto furent envoyés combattre les Jazygues qui menaçaient dangereusement la province nouvellement organisée de Dacie,.
Vers 120, la Legio XXX Ulpia Vixtrix fut transférée au campement de Castra Vetera (Xanten en Rhénanie du Nord-Westphalie) au confluent du Rhin et de la Lippe, rivière fréquemment utilisée par les Romains pour « libérer » la Germanie. Elle y remplaça la légion VI Victrix transférée en Bretagne et devait y demeurer pendant près de trois siècles. Elle devait y être encore en 400, alors qu’une bourgade civile située à proximité du camp était connue sous le nom de Tricensimae, signifiant dans le dialecte local «Les trentièmes» ,.

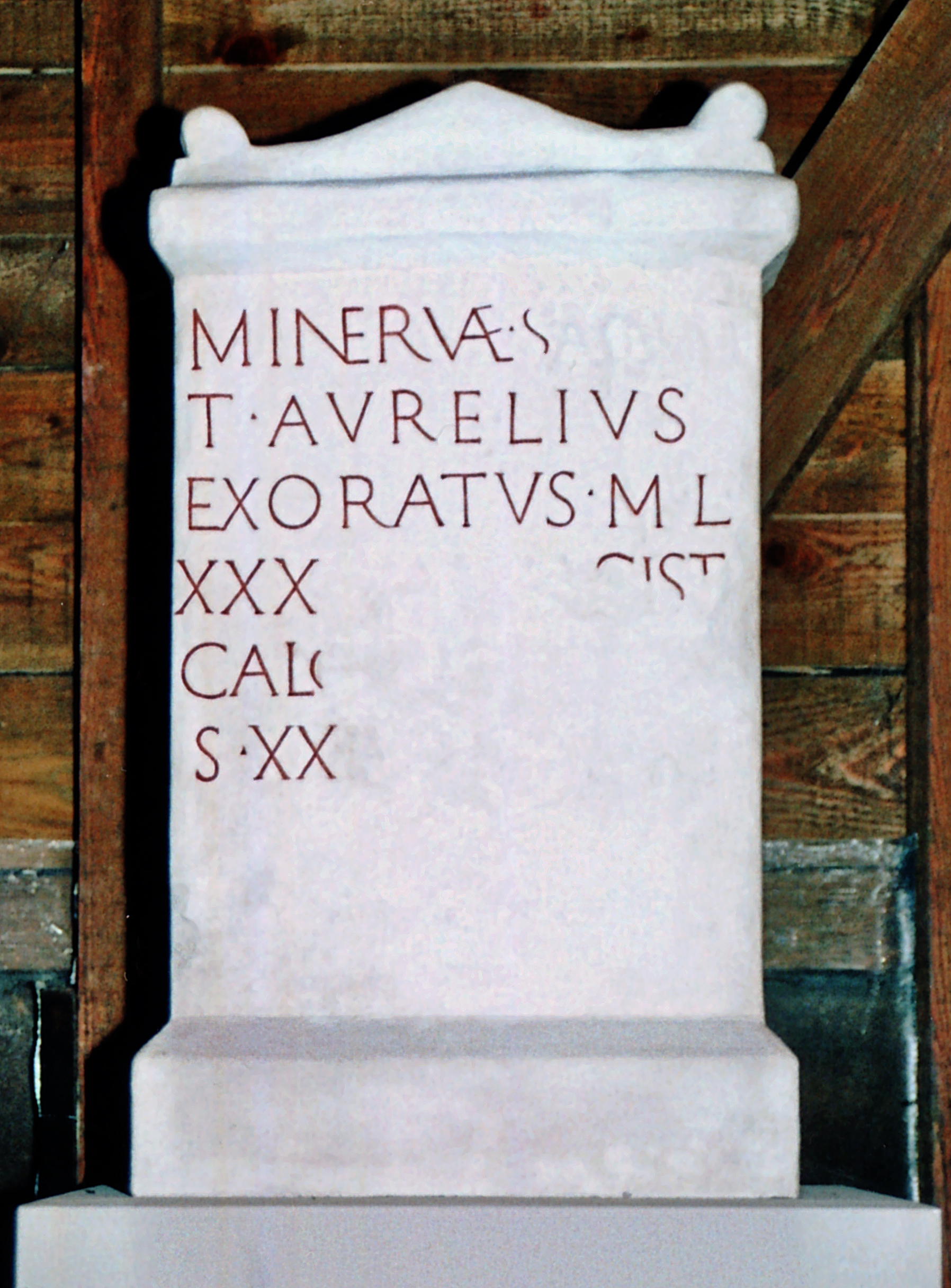
Minervae sacrum/T(itus)Aurelius/Exoratus m(iles) l(egionis)/XXX U(lpiae) V(ictrix) magist(er)/ calc(ariorum)/HS XXI(semis?) [v(otum) s(olvit)] l(ibens) m(erito).Pierre commémorative édifiée par le légionnaire T.A. Exoratus, maitre des fours, en l'honneur de la déesse Minerve à Iversheim (AE 1977, 558)

À la même époque, une unité de la légion fut stationnée pour près d’un siècle à Ulipa Noviomagus Batavorum (Nimègue – Pays-Bas). On ne dispose d’aucune preuve à l’effet qu’un détachement aurait pris part à l’invasion de la Grande-Bretagne par Hadrien. Des inscriptions datant d’Antonin le Pieux (138-161) témoignent de la présence d’un détachement en Maurétanie.
Une unité de 50 soldats fit fonctionner un ensemble de six fours à chaux à partir de 150 à Iversheim (Bad Münstereifel – Rhénanie du Nord-Westphalie).
De 162 à 166 ainsi que de 166 à 175, des unités de la XXX Ulpia Victrix et de la I Minervia prirent part à la guerre de Lucius Verius contre les Parthes en Orient, puis de 178 à 180 aux guerres de Marc Aurèle contre les Marcomans sur le Danube et, en 173, à la guerre contre les Chauques sous le commandement du gouverneur de Gallia Belgica, Didius Julianus.

## Sous les Sévères
La situation étant relativement tranquille en Germanie inférieure à la fin du IIe siècle et au début du IIIe siècle, des détachements de la XXX Ulpia Victrix purent être stationnés dans d’autres provinces.
Au cours de la guerre civile de 193 qui se transforma en Deuxième Année des Quatre Empereurs, la XXX Ulipa Victrix se rangea du côté de Septime Sévère et combattit en 196/197 l’usurpateur Clodius Albinus, ce qui lui valut le surnom de Pia Fidelis (Loyale et Fidèle).
À partir de 197, des unités de légionnaires en provenance de la XXX Ulpia Victrix, de la I Minervia, de la VIII Augusta et de la XXII Primigenia furent stationnées à Lugdunum (Lyon), ceux de la XXX Ulpia Victrix devant y demeurer jusque sous Sévère Alexandre (222-235). D’autres unités se retrouvèrent à Rigomagus (Remagen) et sur la frontière de la Germanie supérieure à Antunnacum (Andernach), de même qu’à Lutetia (Paris), Avaricum (Bourges), Elimberrum (Auch) et dans le col du Grand Saint-Bernard. En 197/198, Claudius Gallus, alors praepositus vexillationum, commandait une unité formée de légionnaires des quatre légions de Germanie (I Minervia, VIII Augusta, XXII Primigenia et XXX Ulpia) au cours de la deuxième guerre des Sévères contre les Parthes.

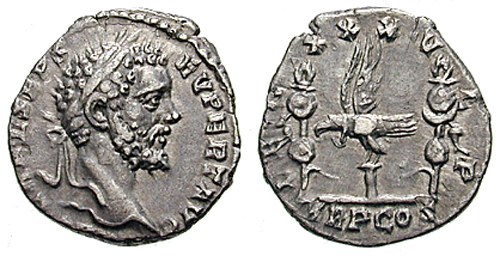
La legio XXX Ulpia Victrix soutient le commandant de l’armée panonienne, Septime Sévère, lors de la guerre civile. Ce denier est frappé en 193 pour célébrer la légion.

Nombreux furent les centurions et légionnaires à être stationnés à la Colonia Claudia Ara Agrippiniensium (Cologne), capitale de la Germanie inférieure, pour y occuper des postes administratifs, vraisemblablement reliés à des travaux publics et à la police. On n’a guère de preuve que la XXX Ulpia Victrix participa à des travaux de construction à Cologne même, mais on en trouve tant à Bonn, quartier général de la Legio I Minervia où des édifices publics portent la marque d’une VEX(illaio) L(egionis) TR(icesimae), qu’en Germanie inférieure où les deux légions, travaillant conjointement, laissèrent la marque abrégée de EXGERINF (Exercitus Germaniae inferioris).
En 207/208, Caius Iulius Septimius Castinus, commandant de la Legio I Minervia et, plus tard, gouverneur de la Pannonie inférieure (208-211) et de la Dacie (214/215-217), conduisit , à titre de dux, un détachement des quatre légions de Germanie (Legio VIII Augusta, Legio XXII Primigenia, I Minervia et XXX Ulpia contre des « agitateurs et rebelles » en Gaule et en Hispanie. Il est certain qu’à partir de 208 une unité prit part à l’expédition de Septime Sévère en Bretagne et probable qu’en 232/233 une autre unité se joignit à l’empereur Sévère Alexandre contre les Parthes,.

## Anarchie militaire

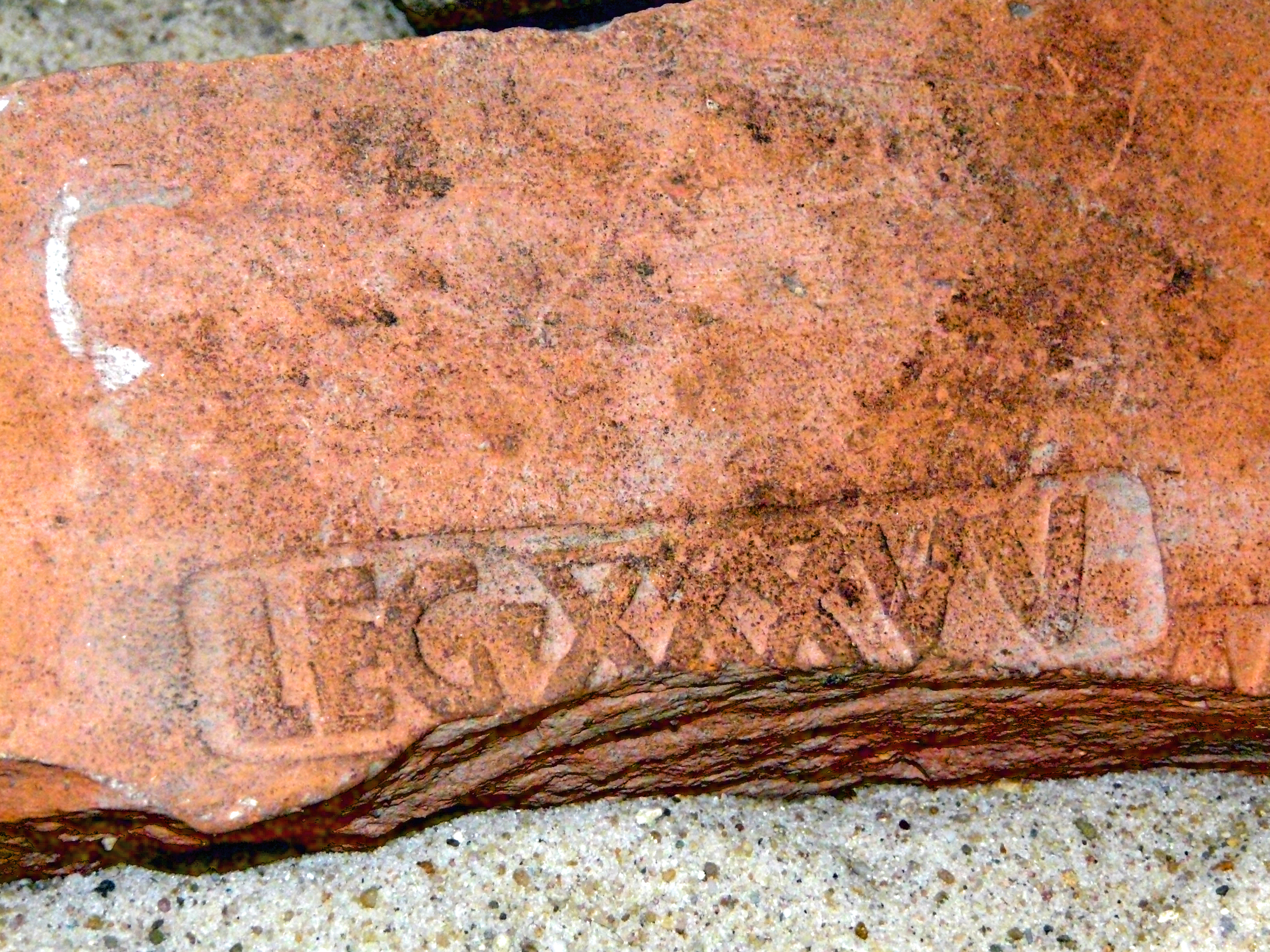
Exemple de timbre sur brique témoignant des activités de construction de la Legio XXX Ulpia

Vers 240, la frontière du Rhin céda sous la pression des Alamans et la XXX Ulpia dut y être défaite. Toutefois, la région revint rapidement sous contrôle romain jusqu’à ce qu’à une nouvelle invasion des Francs et des Alamans en 256 et en 258, soit repoussée par l’empereur Gallien (253-269). Des pièces de monnaie témoignent que la légion s’illustra brillamment au cours de ces combats et se mérita le surnom de VI Pia Fidelis (six fois loyale et fidèle) et VII Pia Fidelis (sept fois loyale et fidèle).
Les Francs devaient revenir en 260, cette fois conduits par le général romain d’origine gauloise Postumus qui se proclama empereur et fondateur de l’ « Empire des Gaules ». La légion XXX Ulpia se rangea alors sous les ordres de l’usurpateur. En 268, la légion donna son appui à l’usurpateur Laelianus qui, en même temps que Postumus, alla assiéger Mogontiacum (Mayence) et s’en empara.Victorinus (269-271) fit également frapper des monnaies en l’honneur de la Legio XXX Ulpia Victrix ou de certains de ses détachements. Après le retour de l’ « Empire des Gaules » au sein de l’Empire romain, en 274, l’empereur Aurélien rapatria de nombreuses troupes. Les Francs en profitèrent pour envahir de nouveau le territoire romain et ravagèrent en 275/276 le quartier général de la légion à Vetera et la colonie civile de Colonia Ulpia Traiana, tout en occupant pour un quart de siècle la rive gauche du Rhin. Xanten devint ainsi la garnison des forces romaines la plus au nord de l’empire .

## Antiquité tardive
À l’automne 286 ou au printemps 287, la garnison de Gesoriacum (Boulogne-sur-Mer), selon toutes apparences la XXX Ulpia Victrix, se rangea du côté de l’usurpateur Carausius (286-293) qui fit frapper des pièces de monnaie en l’honneur de la légion. Après avoir été nommé coempereur avec responsabilité pour l’Occident en 293, Constance Chlore (coempereur 293-305; empereur 305-306) marcha contre l’usurpateur qu’il assiégea à Gesoriacum où la garnison n’eut d’autre choix que de se rendre.
Au début du IVe siècle, un détachement de la légion combattit aux côtés de Constantin le Grand contre Maxence. Plusieurs bas-reliefs sur l’arche de Constantin représentent des légionnaires de la XXX Ulpia lors de ces combats.
Le campement de Vetera fut détruit lors de la reprise des invasions germaniques à partir de 352, mais on retrouve en 359 la légion sous le nom de Tricensimae (les trentièmes) . Une unité, vraisemblablement détachée avant la destruction, participa aux guerres romano-persiques en 359 lors du siège d’Amida en Mésopotamie sous Shapur II.
La légion était vraisemblablement encore stationnée à Xanten sur le site de l’ancien village Tricensimae au début du Ve siècle. Toutefois, la situation avait beaucoup évolué. Avec Constance Chlore la cavalerie était devenue le fer-de-lance de l’armée et le rôle des légionnaires se réduisait pratiquement à surveiller les alentours des fortifications pour donner l’alerte en attendant l’arrivée des cavaliers. La Legio XXX Ulpia disparaît des sources lorsque le limes du Rhin s’effondra en 407, mais est mentionnée, sous l’appellation Tricensimani, dans la Noticia Dignitatum datant du début de ce siècle où elle est désignée comme pseudocomitatenses,. On ignore cependant à quelle époque ou comment le nom de Legio XXX Ulpia Victrix s’est transformé en celui de Trancensimani.